# Leinwandgemälde

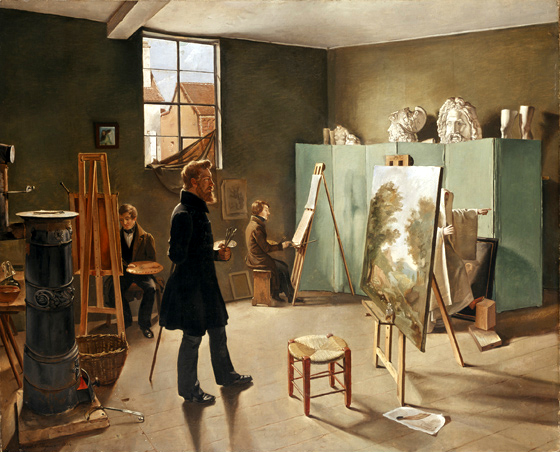
Drei Künstler arbeiten an Leinwandgemälden auf Staffeleien, Ferdinand Tellgmann: Im Atelier, Öl auf Leinwand, 1834, Museumslandschaft Hessen Kassel.

Leinwandgemälde sind Gemälde auf textilen Bildträgern, im Gegensatz zu Tafelgemälden und Wandgemälden. 
Der Begriff bezieht sich auf die Leinwand als weitverbreitetem textilem Bildträger, doch auch andere Gewebe – häufig in Leinwandbindung – kamen seit dem Aufkommen textiler Bildträger im 13. Jahrhundert zum Einsatz, zunächst Jute und Nessel, selten Seide, später auch Baumwolle oder synthetischen Gewebe.

## Entwicklung
Die Verwendung der textilen Bildträger reicht bis in die Antike zurück. Keines dieser Leinwandgemälde blieb erhalten. Die frühesten uns überlieferten Leinwandgemälde stammen aus dem frühdynastischen Ägypten. 
Frühe Formen der Malerei auf Leinwand finden sich auch in Europa: Das Kaschieren eines hölzernen Bildträgers mit Leinwand ist an einer byzantinischen Ikone aus dem frühen 11. Jahrhundert im Katharinenkloster am Sinai belegt. Bemalte Stoff-Antependien werden bereits um 1200 schriftlich erwähnt. Zu dekorativen Zwecken, etwa für festliche Anlässe, wurden im Mittelalter auch Wandbehänge, Hungertücher und Staubhauben für Orgeln als bemalte Textilien hergestellt, doch handelt es sich dabei nicht um Leinwandgemälde, sondern dekorative Kunst. Um 1400 erwähnte Cennino Cennini in seinem Traktat Il Libro dell’Arte Leinwand als Malgrund für Hungertücher und Prozessionsfahnen. Letztere wurden nicht nur gestickt, sondern auch auf Holzrahmen aufgespannt, grundiert, bemalt und gefirnisst. Als Bildträger dienten feines Leinen und Taft.
Ab dem 15. Jahrhundert diente außerdem mit Leimfarben bemalte Leinwand als preiswerterer Ersatz für die teuren Bildwirkereien.

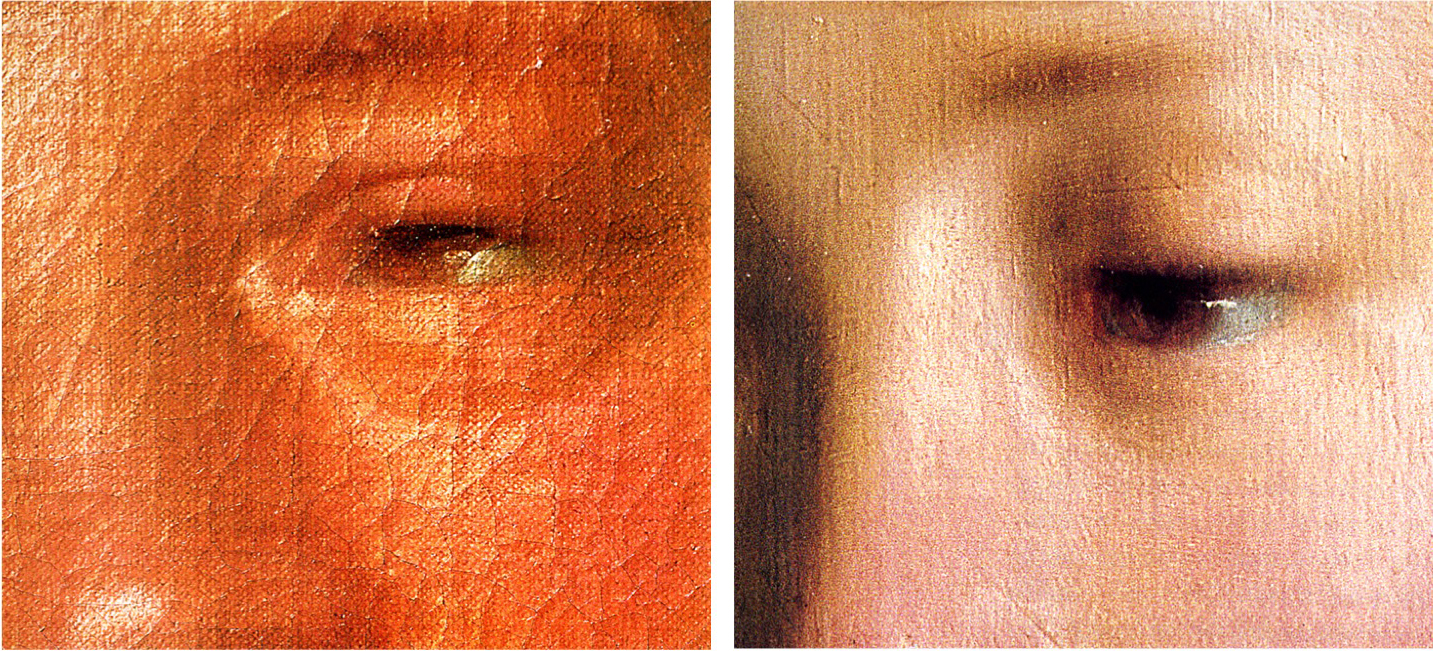
Das Erscheinungsbild eines Leinwandgemäldes (links) unterscheidet sich deutlich durch Oberflächenstruktur und Craquelé von dem eines Tafelbildes (rechts).

Die große Zeit der Malerei auf Leinwand in Europa beginnt um 1500 in Italien, besonders in Venedig. Im Laufe des 16. Jahrhunderts wird die Leinwand als Bildträger immer häufiger verwendet. Auch in Deutschland, Frankreich und Spanien beginnen die Künstler langsam auf Leinwand zu arbeiten. In den nördlichen Niederlanden aber setzt sich der textile Bildträger erst im auslaufenden 16. und beginnenden 17. Jahrhundert langsam durch. Die Leinwand verdrängt vom 17. Jahrhundert an den hölzernen Bildträger fast ganz aus der europäischen Tafelmalerei.

## Erforschung
Im textilen Bildträger liegen eine Fülle von Informationen für die Gemäldebestimmung. Bislang gibt es nur wenige vergleichende Untersuchungen, welche textilen Bildträger wo und zu welcher Zeit verwendet wurden. So ist nur mit aller Vorsicht zu vermuten, dass Hanf hauptsächlich im südeuropäischen Raum und Frankreich zu Bildträger verarbeitet wurde, während man nördlich der Alpen Flachsleinwände bevorzugte. Allgemein kann man auch sagen, dass die Webarten und Strukturen des textilen Bildträgers in den verschiedenen Schulen und Epochen unterschiedlich sind.

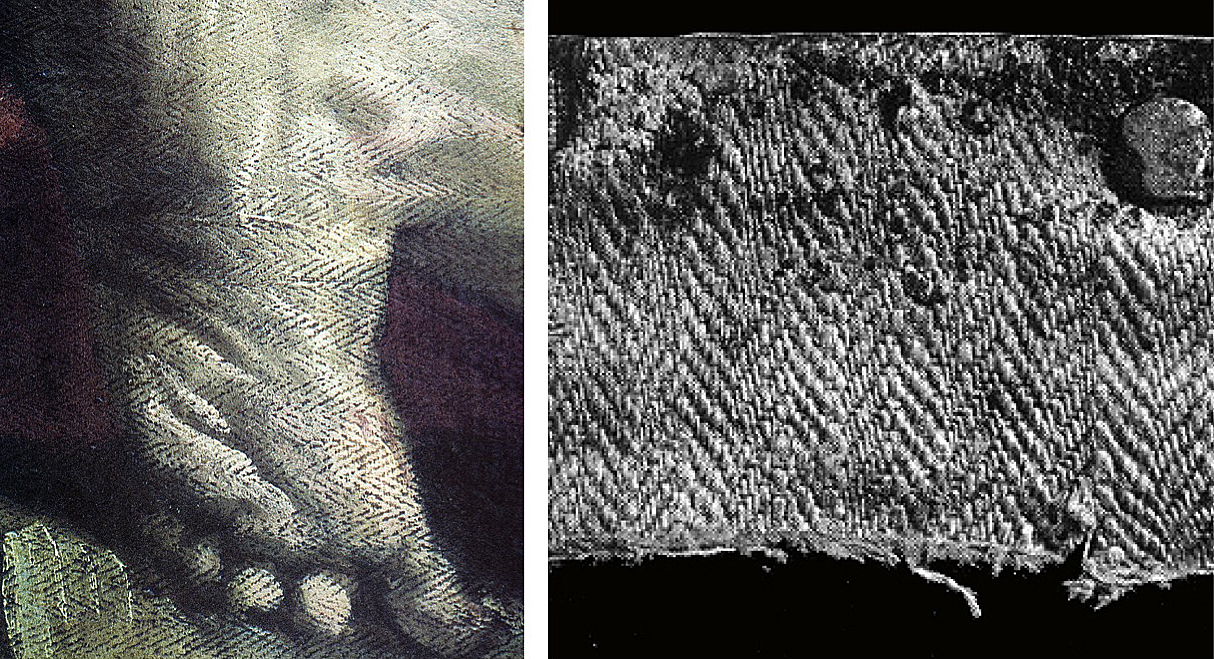
Schon zu Beginn des 16. Jahrhunderts finden sich, besonders in der venezianischen Malerei, Leinwandgemälde mit Köperbindung.

Frühe italienische Gemälde sind auf feinem Leinen in Leinwandbindung gemalt. Aber schon zu Beginn des 16. Jahrhunderts finden sich besonders in der venezianischen Malerei Leinwandgemälde mit Köperbindung. Die meist „grobe“ plastische Struktur wurde von den Künstlern in die Malerei integriert.

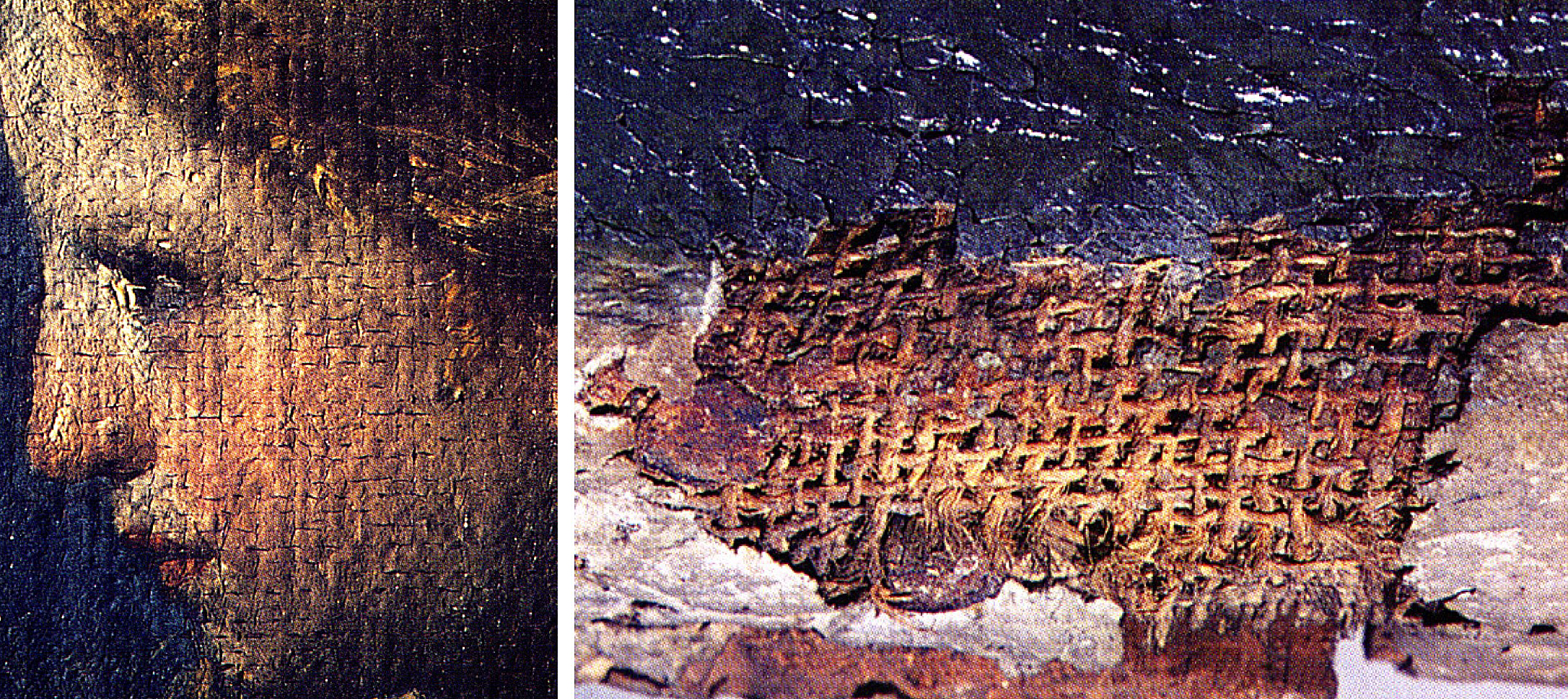
Charakteristisch für die italienische Malerei des 17. Jahrhunderts ist weiterhin ein locker gewebtes Leinen, das quadratische und rechteckige Zwischenräume aufweist und häufig in der römischen Malerei verwendet wurde.

Charakteristisch für die italienische Malerei des 17. Jahrhunderts ist weiterhin ein locker gewebtes Leinen, das quadratische bis rechteckige Zwischenräume besitzt und häufig in der römischen Malerei verwendet wurde, vereinzelt aber auch in der Malerei des 18. und 19. Jahrhunderts zu finden ist.
Im Laufe des 18. Jahrhunderts wird die Leinwand der textilen Bildträger, bedingt durch künstlerische Erfordernisse, wieder feiner. Etwa von der Mitte des 19. Jahrhunderts finden sich auf mechanischen Webstühlen hergestellte Leinwandgemälde.

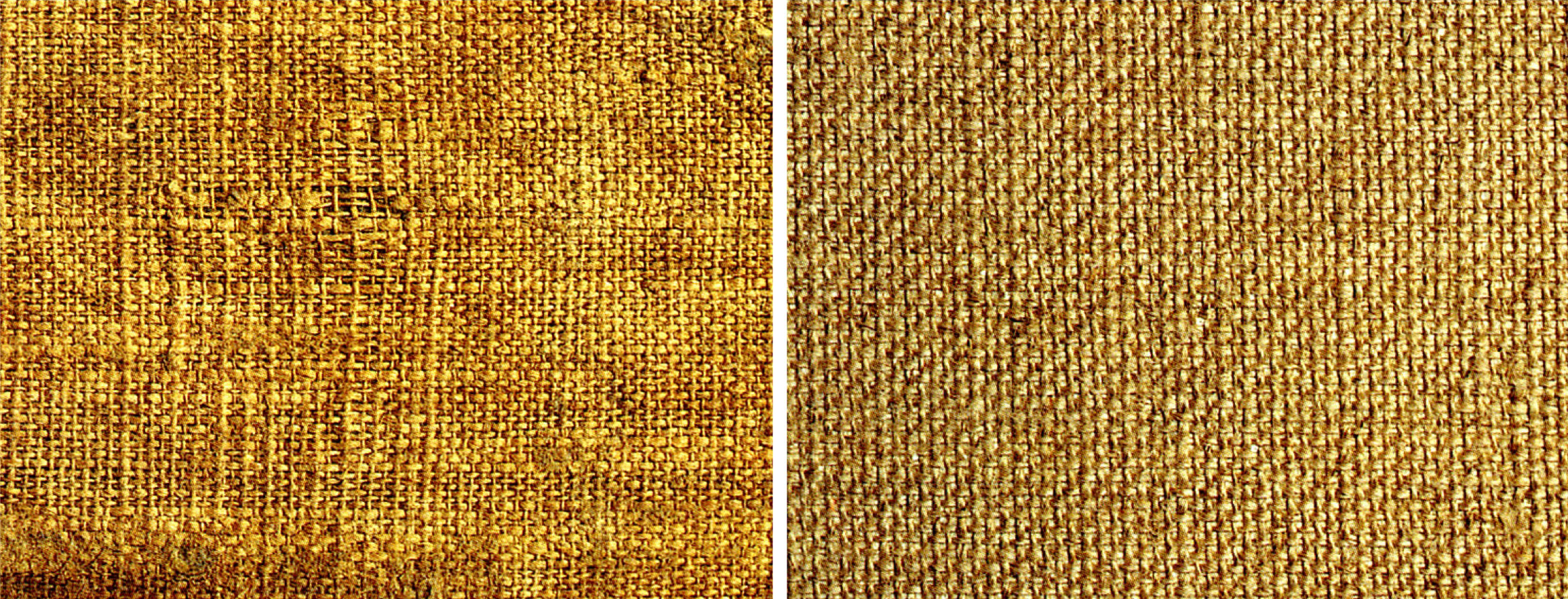
Ein altes handgewebtes Malleinen unterscheidet sich deutlich von einem maschinengewebten durch die häufiger vorkommenden Webfehler und die ungleichmäßige Dicke des handgesponnenen Fadens.